# Municipio de North Union (condado de Fayette)
El municipio de North Union (en inglés, North Union Township) es un municipio del condado de Fayette, Pensilvania, Estados Unidos. Tiene una población estimada, a mediados de 2022, de 11 571 habitantes.

## Geografía
Está ubicado en las coordenadas 39°54′29″N 79°40′49″O / 39.90806, -79.68028 (39.908121, -79.680156).

## Demografía
Según el censo de 2000, en ese momento los ingresos medios de los hogares eran de $25,153 y los ingresos medios de las familias eran de $33,031. Los hombres tenían ingresos medios por $27,414 frente a los $20,695 que percibían las mujeres. Los ingresos per cápita eran de $14,265. Alrededor del 19.4% de la población estaba por debajo del umbral de pobreza.
De acuerdo con la estimación 2017-2021 de la Oficina del Censo, los ingresos medios de los hogares son de $46,568 y los ingresos medios de las familias son de $58,724. Los ingresos per cápita en los últimos doce meses, medidos en dólares de 2021, son de $26,640. Alrededor del 20.1% de la población está por debajo del umbral de pobreza.

## Gobierno
El municipio está gobernado por una Junta de tres supervisores, que en 2023 son: Robert Tupta, Curtis Matthews and Ronald Landman.